# Лакмус
Лакмус (от нидерландското lekken – „течен“ и moes – „смес“) е водоразтворимо багрилно вещество със сложен химичен състав, един от първите и най-широко разпространени индикатори на pH. Съдържа се в някои лишеи (Roccella fuciformis, Roccella tinctoria и други), от които и се получава.

## Употреба
Обикновено под формата на лакмусова хартийка се използва като индикатор за установяване киселата (червено оцветяване) или алкална (синьо оцветяване) реакции на средата. Ако средата е неутрална, цветът на лакмуса е виолетов.

## Състав
Природният лакмус е сложна смес от 10 – 15 субстанции. За основни компоненти на лакмуса обикновено се считат::
- азолитмин (на английски: Azolitmin, C9H10NO5)
- еритролитмин (на английски: Erythrolitmin, С13H22O6);

Също така извличаното лакмусово разделение може да бъде се класифицира по:
- спанолитмин (на английски: Spaniolitmin);
- лейкоорцеин (на английски: Leucoorcein);
- лейказолитмин (на английски: Leucazolitmin).

## История
Лакмусът е използван за пръв път около 1300 г. от испанския лекар Арнолд от Виланова. След XVI век синьото багрило вече се извлича от някои лишеи, особено в Нидерландия. През 1704 г. получава днешното си наименование.